# Jack Nimitz
Pour les articles homonymes, voir Nimitz.
Jack Nimitz, né le 11 janvier 1930 à Washington dans le district de Columbia, et mort le 10 juin 2009 à Studio City, Los Angeles en Californie, est un saxophoniste baryton de jazz américain. 

## Biographie
Dans les années 1940, encore adolescent, Jack Nimitz joue de la clarinette dans des groupes professionnels. À l'âge de vingt ans, il change d'instrument pour le saxophone baryton. En 1953, il fait partie du big band de Woody Herman puis de celui de Stan Kenton. Dans la deuxième moitié de la décennie, il enregistre avec des musiciens de West Coast tels que Charlie Mariano, Art Pepper et Bill Perkins.  
Au début des années 1960, il s'installe à Los Angeles et, comme la plupart des musiciens de la côte Ouest, se tourne vers le travail de studio. Il contribue ainsi à l'enregistrement de Pet Sounds des Beach Boys ou à The Birds, the Bees and the Monkees des Monkees et à des musiques de films comme celle de Bullitt.
Dans les années 1970, il joue dans le groupe Supersax, formé par Med Flory et Buddy Clark en hommage à Charlie Parker. Dans les années 1990, il enregistre un disque comme leader.

## Discographie partielle

### Comme sideman
- 1956 : Bill Perkins : On Stage, Pacific Jazz Records, PJ-1221
- 1957 :  Max Bennett : Max Bennett, Bethlehem Records BCP-48

## Sources
- Courte biographie sur le site Allmusic.com
- Rubrique nécrologique du Los Angeles Times